# Lycée Voltaire
Lycée Voltaire es un establecimiento público parisino de educación general y tecnológica ubicado el XI Distrito de París.
La escuela debe su nombre al escritor y filósofo Voltaire. Dirigida por el arquitecto Eugène Train, fue inaugurada el 13 de julio de 1891 por el presidente Sadi Carnot y fue durante mucho tiempo la única escuela secundaria del noreste de París. En la apertura, la escuela es un establecimiento reservado para niños antes de convertirse gradualmente en mixto a partir de 1973.
En la segunda mitad del siglo XIX se vigilaba la probidad del profesorado. Sin embargo, incapaces de regular su ocio tan estrictamente como el de los alumnos, las autoridades, queriendo impedir que pasean el rato en los cabarets, han habilitado salas de juegos y de lectura en varias escuelas secundarias para su esparcimiento, como en el Janson-de-Sailly de 1893.

## Alumnos notables
- Ady Steg, un urólogo francés nacido en Eslovaquia y sobreviviente del Holocausto
- Jean-Marc Thibault, un director, actor y guionista francés